# Amarant de Jameson
L'amarant de Jameson (Lagonosticta rhodopareia) és una espècie d'ocell de la família dels estríldids (Estrildidae).

## Descripció
- Fa uns 11 cm de llargària. Carpó vermell.
- Mascle amb color general vermell. Dors i ales beix. Part superior del cap marró rogenc. Cua negra. Part inferior de l'abdomen i cobertores caudals inferiors negre.
- Color general de la femella marró-gris. Cua roja amb la punta negra.

## Hàbitat i distribució
Habita praderies àrides de l'Àfrica Subsahariana, al sud de Txad, est de Sudan del Sud, sud-est i centre d'Etiòpia, Eritrea, sud i sud-est de la República Democràtica del Congo, Angola, Zàmbia, Malawi, Tanzània, Kenya, nord-est d'Uganda, nord de Namíbia, nord-est de Botswana, Zimbàbue, Moçambic i nord-est de Sud-àfrica.